# Кастелнуово Чиленто
Кастелнуово Чиленто је насеље у Италији у округу Салерно, региону Кампанија.
Према процени из 2011. у насељу је живело 251 становника. Насеље се налази на надморској висини од 264 м.

## Становништво
| 1951. | 1961. | 1971. | 1981. | 1991. | 2001. | 2011. |
| ----- | ----- | ----- | ----- | ----- | ----- | ----- |
| 1.471 | 1.553 | 1.424 | 1.733 | 2.158 | 2.253 | 2.598 |